# Френденберг
Френденберг (нім. Fröndenberg) — місто в Німеччині, знаходиться в землі Північний Рейн-Вестфалія. Підпорядковується адміністративному округу Арнсберг. Входить до складу району Унна.
Площа — 56,21 км². Населення становить 20 566 ос. (станом на 31 грудня 2020).

## Географія

### Сусідні міста та громади
Френденберг межує з 5 містами / громадами:
- Унна
- Віккеде
- Менден
- Шверте
- Гольцвіккеде

## Галерея

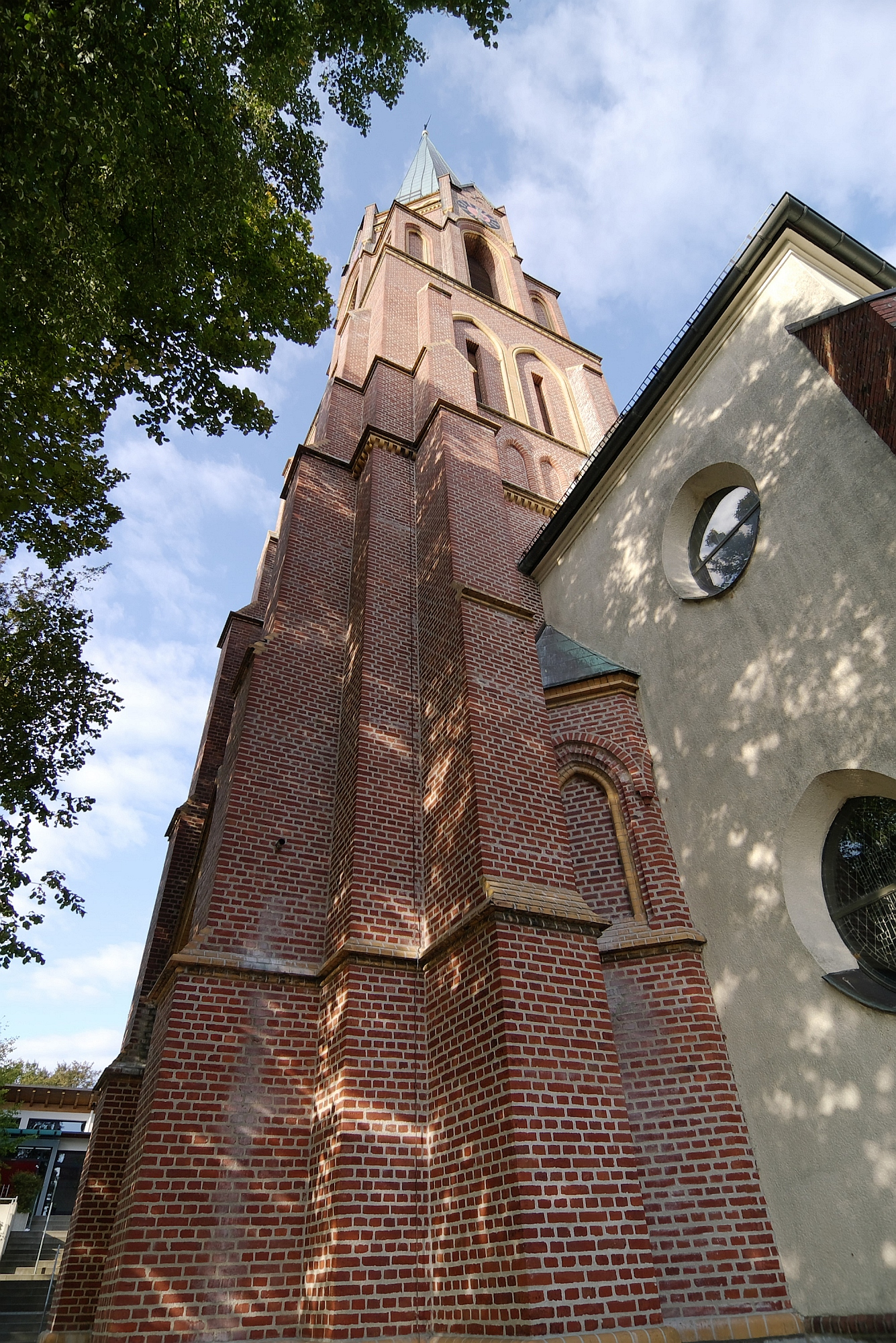
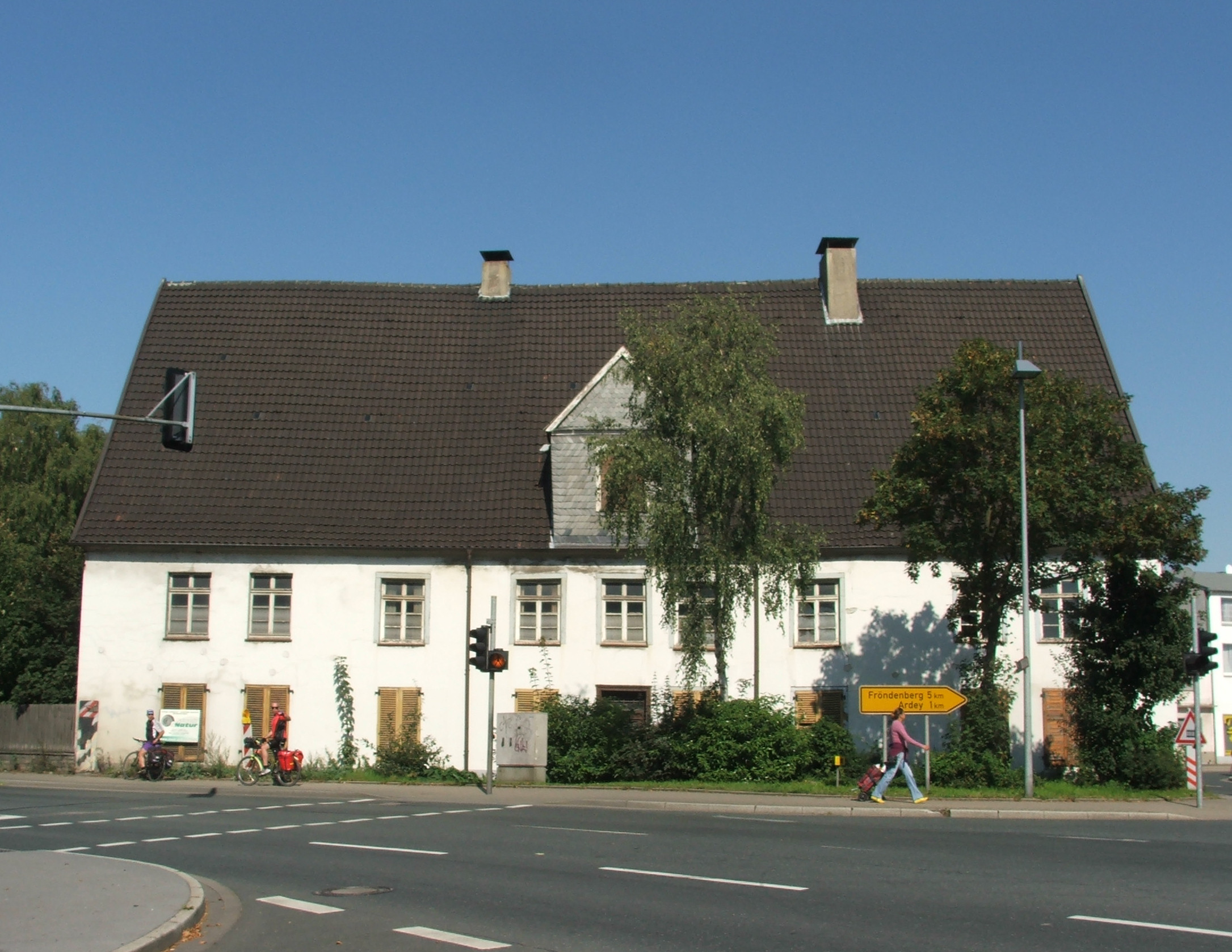
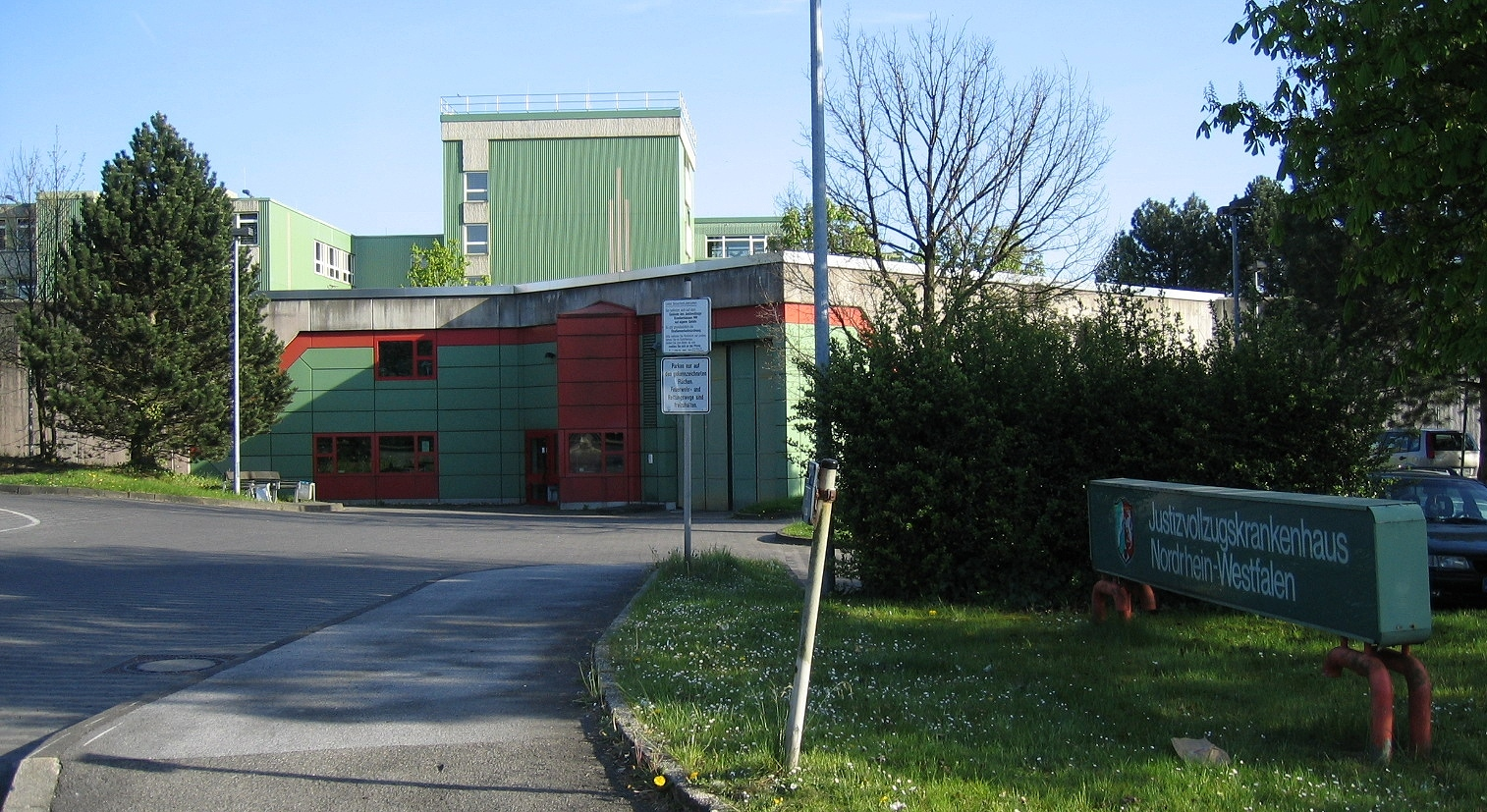
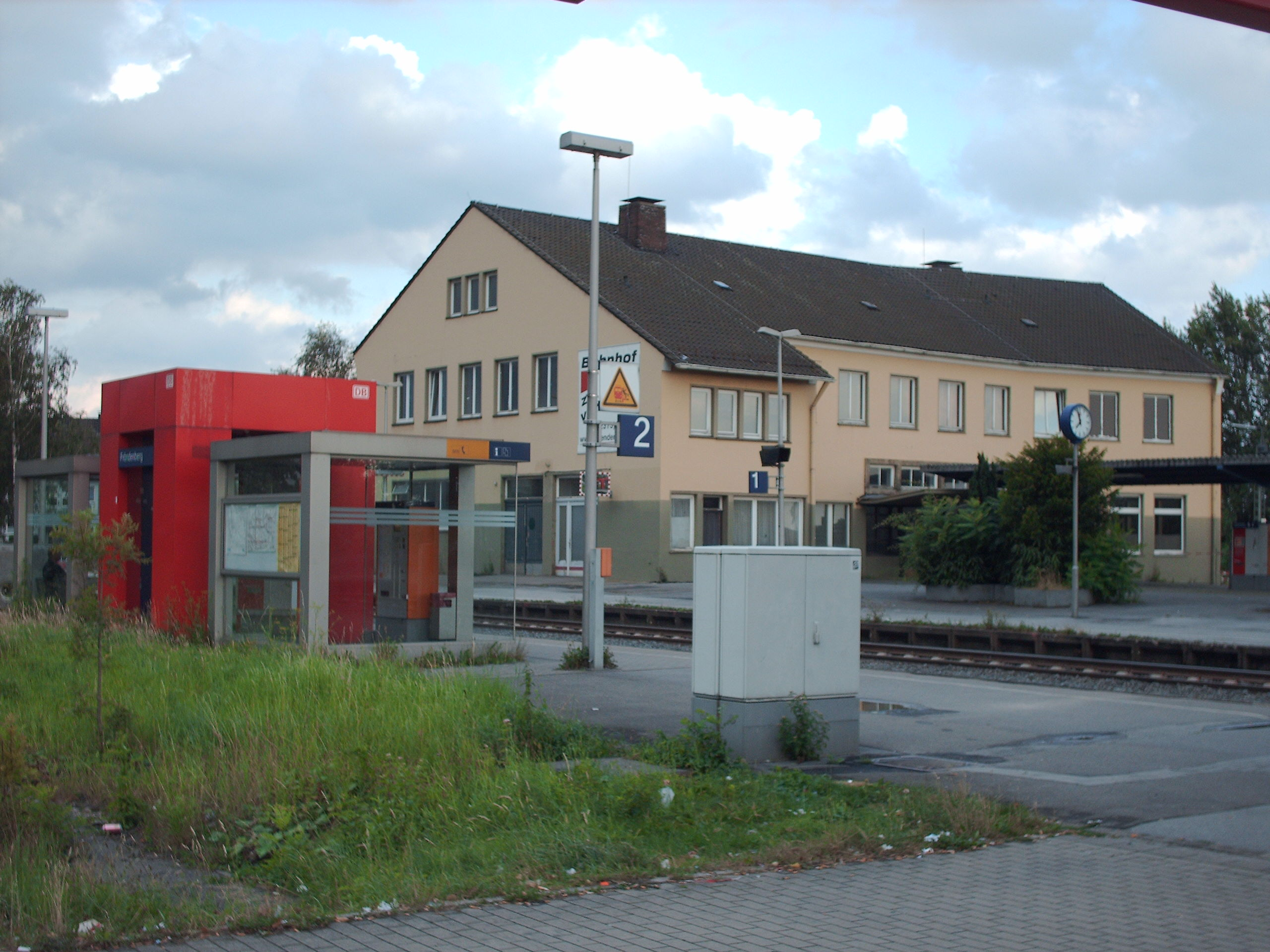